# Ignacy Rulikowski
Ignacy Rulikowski herbu Nałęcz – chorąży parczewski w latach 1793–1796, łowczy chełmski w latach 1790–1793, miecznik chełmski w latach 1775–1790, wojski mniejszy krasnostawski w latach 1772–1775, skarbnik krasnostawski w latach 1770–1772.
Konsyliarz ziemi chełmskiej w konfederacji targowickiej w 1792 roku.